# Jan van Oolen

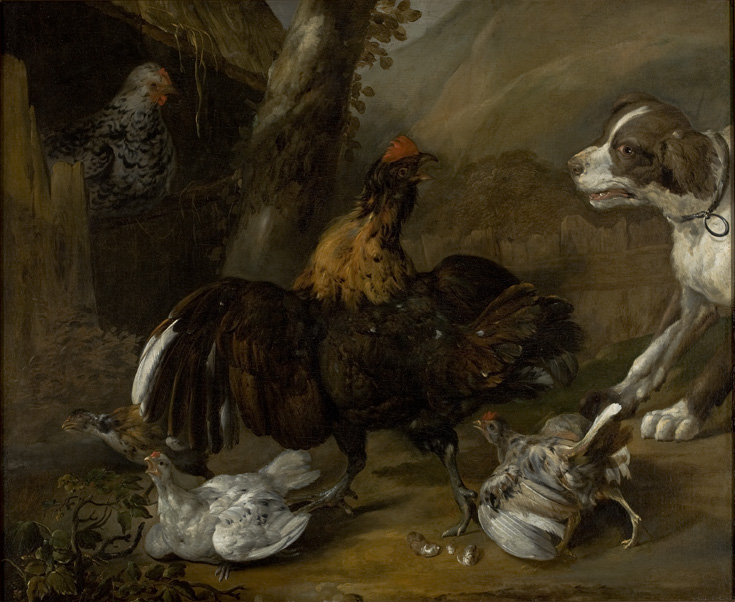
Pátio com galinhas, galo e um cachorro, sem data. Pintura de van Oolen. Acervo do Museu de Arte de São Paulo, São Paulo.

Jan van Oolen (Amsterdã, 1651- idem, 1698) foi um pintor barroco holandês. Imitador de Melchior de Hondecoeter, suas pinturas, como as daquele, representam animais (sobretudo galinhas), paisagens, marinhas e naturezas-mortas. Embora menos habilidoso do que Hondecoeter, pintava seus temas com grande fidelidade. Também imitou outros mestres do período, de forma tão bem sucedida que suas cópias muitas vezes passavam por originais. Obras de van Oolen são relativamente raras, especialmente pelo fato de que muitas provavelmente permanecem atribuídas a outros artistas. É por vezes designado erroneamente como Jan van Alen, consequência de um erro cometido por seu primeiro biógrafo, A. Houbraken, em 1721. Foi pai de Adriaen van Oolen, também pintor.